# Культурне плазування
Культурне низькопоклонство (англ. cultural cringe) — поняття в культурології та соціальній антропології, яке описує комплекс меншовартості людей у країні, який призводить до їх оцінки власної культури як менш вартої, ніж культури інших країн. Це поняття тісно пов'язане з колоніальною ментальністю і виявами анти-інтелектуалізму по відношенню до мислителів, науковців і митців, які походять з колоніальної або пост-колоніальної країни. Культурне низькопоклонство часто проявляється як культурне відчуження. 

## Історія поняття
Термін був уведений 1950 року австралійським критиком Артуром Філліпсом для опису почуттів меншовартості австралійських інтелектуалів, що було виражено в театральних виставах, мистецтві та листах. Наслідки аналізу Філіпса могли бути застосовані до інших постколоніальних народів і стали частиною підвалин теорій сучасного постколоніалізму в Австралії. Філіпс описував, що населення Австралії загалом вважало, що все мистецтво створене місцевими драматургами, письменниками та музикантами з необхідністю мало недоліки в порівнянні з британськими та європейськими аналогами. Єдиним способом піднятися в очах публіки було або слідування іноземній моді, або частіше проведення певного часу у Великій Британії. Таке ставлення мало і економічні наслідки. Високі посади для людей з творчими професіями надавалися переважно тим, хто пропрацював якийсь час у Лондоні або ж британцям за походженням.
Філіпс відмічав, що спорт був єдиною галуззю, в якій громадяни країни вважали свою націю здатною досягати міжнародного успіху. В інших галузях австралійці вважали таланти з власної країни другосортними.